# Heartland Championship 2012
El Campeonato Heartland 2012 fue la séptima edición de la segunda división de rugby de Nueva Zelanda. 
El campeón de la competencia fue East Coast, quienes lograron su primer campeonato.

## Sistema de disputa
Cada equipo disputa 8 encuentros frente a sus rivales.
- Los cuatro equipos con mejor clasificación al final de la fase de grupos clasifican a la semifinal de la Copa Meads buscando el título de la competición.

- Los equipos ubicados entre la quinta y octava posición al final de la fase de grupos clasifican a la semifinal de la Copa Lochore, la copa que se asigna al ganador de los playoff por el quinto puesto.

## Clasificación
- Clasificación[1]

| Pos. | Equipo            | Encuentros | Encuentros | Encuentros | Encuentros | Tantos | Tantos | Tantos | PB | PB | Puntos |
| Pos. | Equipo            | PJ         | PG         | PE         | PP         | F      | C      | Dif    | BO | BD | Puntos |
| ---- | ----------------- | ---------- | ---------- | ---------- | ---------- | ------ | ------ | ------ | -- | -- | ------ |
| 1.º  | East Coast        | 8          | 7          | 0          | 1          | 230    | 177    | +53    | 3  | 0  | 31     |
| 2.º  | Wanganui          | 8          | 7          | 0          | 1          | 237    | 133    | +104   | 3  | 0  | 31     |
| 3.º  | Wairarapa Bush    | 8          | 6          | 0          | 2          | 219    | 130    | +89    | 2  | 2  | 28     |
| 4.º  | North Otago       | 8          | 5          | 0          | 3          | 195    | 194    | +1     | 4  | 1  | 25     |
| 5.º  | Buller            | 8          | 5          | 0          | 3          | 205    | 180    | +25    | 3  | 2  | 25     |
| 6.º  | South Canterbury  | 8          | 5          | 0          | 3          | 265    | 227    | +38    | 3  | 1  | 21     |
| 7.º  | Mid Canterbury    | 8          | 3          | 0          | 5          | 158    | 162    | -4     | 2  | 3  | 17     |
| 8.º  | Poverty Bay       | 8          | 3          | 0          | 5          | 212    | 247    | -35    | 4  | 1  | 17     |
| 9.º  | West Coast        | 8          | 2          | 0          | 6          | 140    | 185    | -45    | 1  | 3  | 12     |
| 10.º | Thames Valley     | 8          | 2          | 0          | 6          | 203    | 263    | -60    | 1  | 2  | 11     |
| 11.º | King Country      | 8          | 1          | 0          | 7          | 178    | 230    | -52    | 2  | 3  | 9      |
| 12.º | Horowhenua-Kapiti | 8          | 2          | 0          | 6          | 124    | 238    | -114   | 1  | 0  | 9      |

|  | Semifinales Copa Meads.      |
|  | Semifinalistas Copa Lochore. |

## Copa Lochore - Quinto Puesto

### Semifinal
| 20 de octubre | South Canterbury | 48 - 20 | Mid Canterbury |  |  |

| 20 de octubre | Buller | 42 - 22 | Poverty Bay |  |  |

### Final
| 28 de octubre | Buller | 31 - 28 | South Canterbury |  |  |

| Bandera de Nueva Zelanda    |
| Ganador Copa Lochore Buller |
| Primer título               |

## Copa Meads

### Semifinal
| 20 de octubre | East Coast | 26 - 15 | North Otago |  |  |

| 20 de octubre | Wanganui | 23 - 20 | Wairarapa Bush |  |  |

### Final
| 27 de octubre | East Coast | 29 - 27 | Wanganui |  |  |

| Bandera de Nueva Zelanda |
| Campeón East Coast       |
| Primer título            |